# Conqueyrac
Conqueyrac település Franciaországban, Gard megyében. Lakosainak száma 115 fő (2022. január 1.). Conqueyrac Durfort-et-Saint-Martin-de-Sossenac, Monoblet, Pompignan, Saint-Hippolyte-du-Fort és Sauve községekkel határos.

## Népesség
A település népességének változása:
| Lakosok száma | 83   | 123  | 133  | 104  | 111  | 105  | 97   | 95   | 101  | 115  |
|               | 1968 | 1982 | 1990 | 2006 | 2013 | 2015 | 2017 | 2019 | 2020 | 2022 |